# Grobmaterialreicher, silikatischer Mittelgebirgsbach

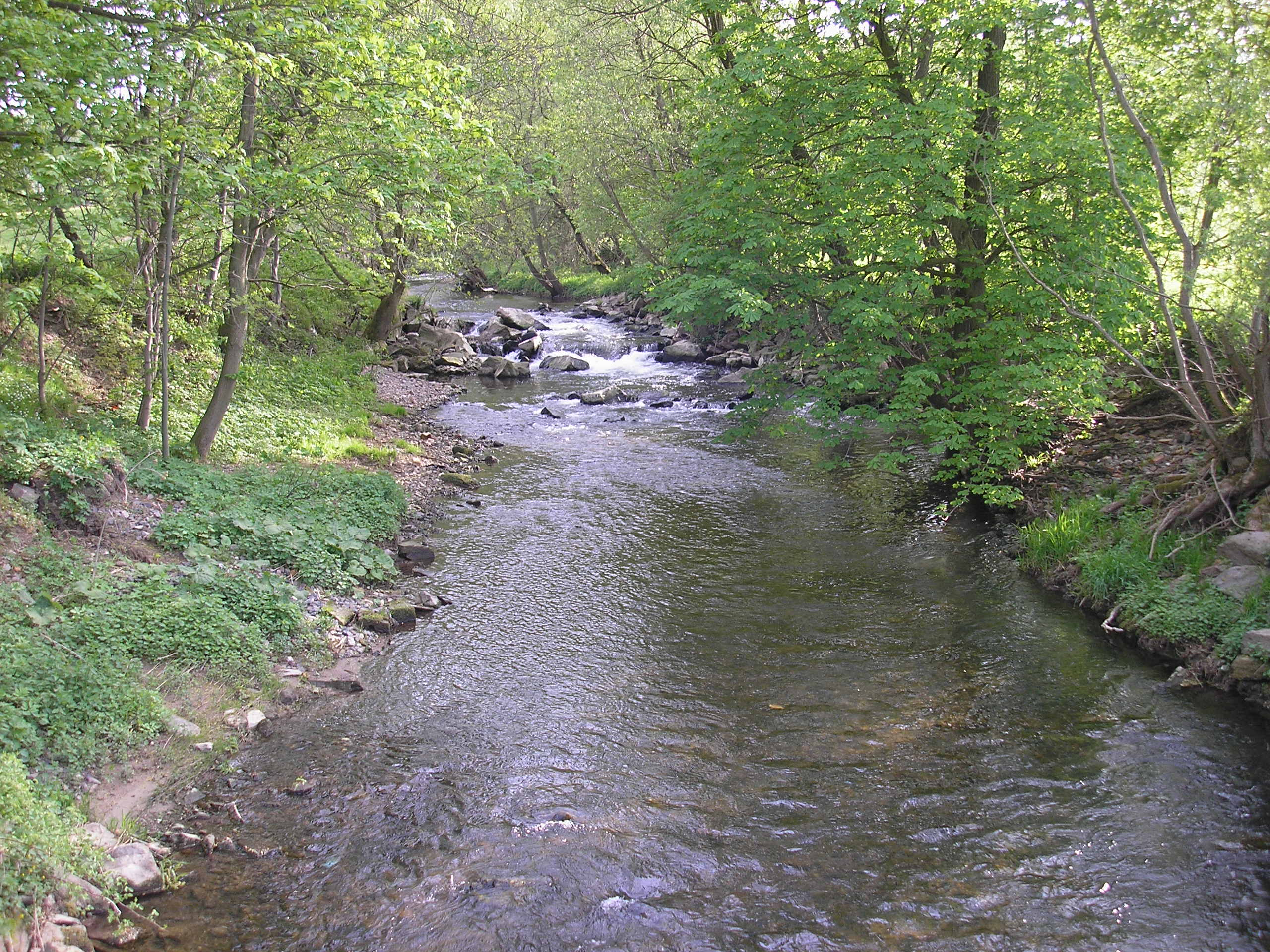
Die Ilm bei Langewiesen, Fließgewässertyp 5

Der grobmaterialreiche, silikatische Mittelgebirgsbach (Typ 5) zählt zu den von der LAWA festgelegten Fließgewässertypen. Er ist mit über 18.000 km Gewässerlänge der häufigste Fließgewässertyp in Deutschland und wurde im Jahr 2011 vom Bundesumweltministerium zum Gewässertyp des Jahres gewählt.

## Struktur
Die Bäche verlaufen abhängig von der Talform in gestreckten bis schwach mäandrierenden Flussbetten, die aus einem Hauptgerinne und teilweise weiteren Nebengerinnen bestehen. Die Gewässersohle besteht in ruhigen Abschnitten aus feinkörnigen, sonst aber fast ausschließlich aus grobem Substrat wie Steinen und Schotter. Großflächige Schotterbänke und Kolke unterhalb von Totholz- oder Wurzelbarrieren kommen häufig vor. Charakteristisch ist ein ständiger Wechsel zwischen flachen Schnellen und tieferen Stillen. Im Jahresverlauf treten große Abflussschwankungen auf.
Grobmaterialreiche, silikatische Mittelgebirgsbäche treten im Gegensatz zu den grobmaterialreichen karbonatischen Mittelgebirgsbächen in Schiefer-, Granit-, Gneis- oder Vulkangebieten auf.

## Flora und Fauna
Es kommen sehr viele verschiedene Arten von Wirbellosen wie Stein-, Eintags- und Köcherfliegenlarven sowie Wasserkäfer vor, welche oft sehr anspruchsvoll in Bezug auf Strömung, Sauerstoffgehalt und Temperatur sind. Häufig vorkommende Fischarten sind beispielsweise Bachforelle, Groppe, die Schmerle oder das Bachneunauge. Die Wasseramsel kommt häufig vor.
Wasserpflanzen spielen aufgrund der relativ starken Erosion eine untergeordnete Rolle. An größeren lagestabilen Steinen können sich Wassermoose wie das Bach-Spatenmoos oder die Borsten-Rotalge ansiedeln. Plankton kommt nicht vor.

## Beispiele
- Heve
- Wilde Gutach
- Ilm (Saale)